# Eurovision Song Contest 2017
La sessantaduesima edizione dell'Eurovision Song Contest si è svolta tra il 9 e il 13 maggio 2017 presso il Centro espositivo internazionale di Kiev, in Ucraina, ed è stata vinta dal Portogallo con il brano Amar pelos dois interpretato da Salvador Sobral.
Il concorso si è articolato, come dal 2008, in due semifinali e una finale, presentate da: Oleksandr Skičko, Volodymyr Ostapčuk e Timur Mirošnyčenko.
Questa edizione ha visto il ritorno di Portogallo e Romania, assenti nella precedente edizione, e il ritiro di Bosnia ed Erzegovina, a causa di problemi finanziari, e Russia, a causa di una controversia politica riguardante la rappresentante selezionata dal paese.

## Organizzazione
Il 17 ottobre 2016 è stato annunciato che la divisione europea di Visa sarebbe stata il partner ufficiale dell'evento anche per questa edizione. Il 1º dicembre 2016 sono stati annunciati i due produttori esecutivi dell'evento: Viktorija Romanova (capo delegazione dell'Ucraina all'Eurovision Song Contest dal 2007) e Oleksandr Charebin (Direttore Generale ad interim della UA:PBC).
Il 13 febbraio 2017 si dimettono quattro membri dello staff organizzativo ucraino, nello specifico: i produttori esecutivi Oleksandr Charebin e Viktorija Romanova; il direttore commerciale Iryna Asman; il gestore di eventi Denys Bloščyns'kyj e il capo della sicurezza Oleksij Karaban'. Apprese le dimissioni, l'UER ha fatto sapere con una nota ufficiale che le date dell'evento non avrebbero subito variazioni e nei giorni successivi sarebbero stati comunicati i nomi dei sostituti, che poi risultarono essere lo svedese Ola Melzig e l'ucraino Pavlo Hrycak.
Il 14 febbraio 2017 viene aperta la vendita di una prima tranche di biglietti per l'Eurovision Song Contest 2017. I prezzi variano da un minimo di 8 euro a un massimo di 500 euro e possono essere acquistati tramite la biglietteria online concert.ua. Per garantire una equa distribuzione dei biglietti, viene imposto il limite di massimo 4 biglietti acquistabili per singola transazione.
Il 27 febbraio 2017 vengono annunciati i nomi dei conduttori, che sono Oleksandr Skičko, Volodymyr Ostapčuk e Timur Mirošnyčenko. Oleksandr Skičko e Volodymyr Ostapčuk come presentatori dell'evento dal palco principale, mentre Timur Mirošnyčenko  per presentare l'evento dalla Green Room, ossia dal luogo dove sono gli artisti prima e dopo la propria esibizione.
Jon Ola Sand, supervisore esecutivo dell'Eurovision, ha confermato che sarà la prima volta in 62 anni di storia del concorso, che la conduzione è affidata a tre uomini: «Questa sarà la prima volta che l'Eurovision avrà tre presentatori uomini in 62 anni di storia, e Oleksandr, Volodymyr e Timur hanno una comprovata esperienza nel combinare umorismo, improvvisazione e professionalità nella loro routine [...] ».
Il 30 aprile 2017 è stato annunciato che i team creativi sia dell'Eurovision sia di Twitter hanno creato insieme 3 emojis per accompagnare specifici hashtag promozionali esclusivamente per l'Eurovision. Il simbolo dell'Eurovision — il cuore — è apparso per #ESC2017 e #Eurovision, il simbolo dei vincitori — il microfono di cristallo — è apparso per #12Points e #douzepoints, mentre l'ultimo emoji aveva il logo di questa edizione e appariva per #CelebrateDiversity, ossia lo slogan dell'edizione di quest'anno.

### Logo e slogan

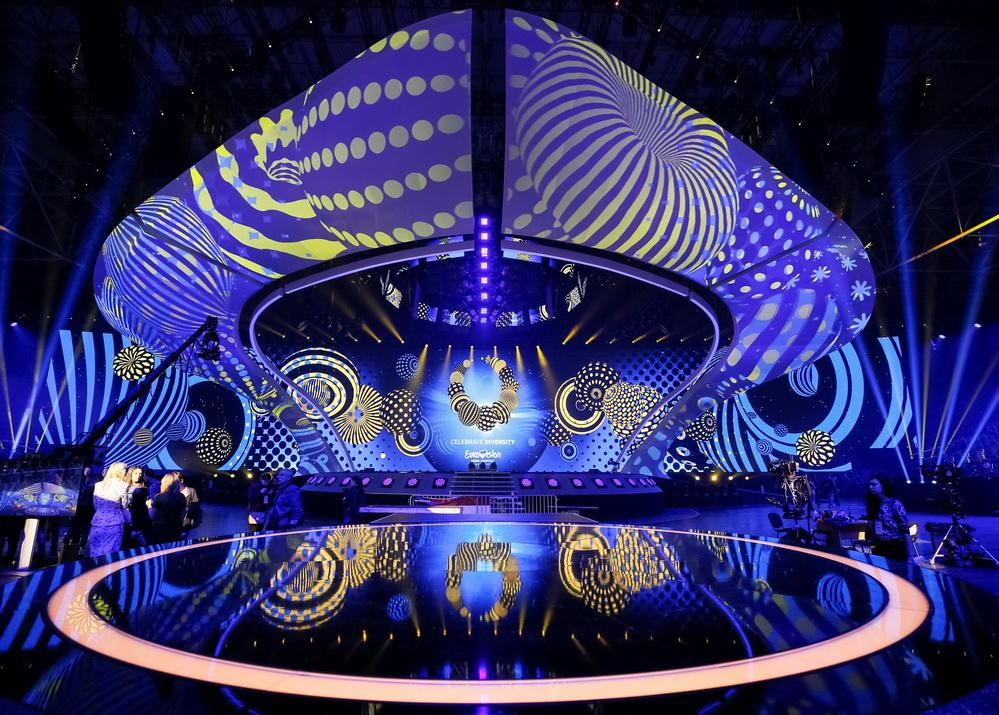
Il palco dell'Eurovision Song Contest 2017

Lo slogan adottato per l'edizione fu Celebrate Diversity, accompagnato da un logo composto da una collana di perle tradizionale ucraina, nota come namysto, stilizzata per simboleggiare la cultura e la storia del paese ospitante, similmente a quanto fatto nel 2012 dall'Azerbaigian e nel 2005 dalla stessa Ucraina. Entrambi furono annunciati il 30 gennaio 2017, mentre il giorno dopo fu annunciata la scenografia del palco in concomitanza con i sorteggi delle semifinali.

### Scelta della sede
Come da tradizione, in seguito alla vittoria dell'Ucraina all'Eurovision Song Contest 2016, l'Unione europea di radiodiffusione (UER) invitò il paese ad organizzare e ospitare l'edizione successiva dell'evento. L'Ucraina aveva già ospitato l'Eurovision Song Contest 2005 oltre che il Junior Eurovision Song Contest sia nel 2009 che nel 2013.
All'indomani della conferma diverse città ucraine si dissero disposte ad ospitare l'evento, tra cui: Čerkasy, Charkiv, Cherson, Dnipro, Irpin', Kiev, Leopoli, Odessa, Užhorod e Vinnycja. Con l'inizio della fase di selezione il 23 giugno 2016 le uniche a proporsi ufficialmente furono: Charkiv, Cherson, Dnipro, Kiev, Leopoli e Odessa, presentate il 20 luglio in uno show televisivo intitolato Bytva mist, condotto da Timur Mirošnyčenko.
Dopo questo dibattito, il 22 luglio, venne annunciata la restrizione della scelta a tre città: Kiev, Dnipro e Odessa. La conferenza stampa per annunciare la città ospitante venne rimandata più volte, ma il 25 agosto venne dichiarato che Dnipro era stata esclusa, lasciando solo Kiev e Odessa in gara. Il 9 settembre 2016, con una conferenza stampa, fu annunciato che la sede dell'Eurovision Song Contest sarebbe stata il Centro espositivo internazionale di Kiev. La scelta finale è ricaduta su Kiev per le problematiche non facilmente superabili legate alle altre due città: Dnipro aveva una limitata disponibilità di hotel mentre per Odessa il problema principale era legato alla mancanza di copertura dello stadio (il quale avrebbe richiesto ingenti investimenti sia per la costruzione, sia per la successiva rimozione a fine evento).

#### Criteri fondamentali
Il 23 giugno 2016 l'emittente UA:PBC annunciò i criteri che le sedi e le rispettive città candidate avrebbero dovuto rispettare:
- la sede deve disporre di una copertura, anche provvisoria;
- la sede deve avere una capacità minima di 7 000 spettatori;
- la città dovrà garantire, di concerto con il governo, la sicurezza dei partecipanti, dei giornalisti, degli spettatori e degli ospiti durante l'intera durata del concorso;
- la città dovrà mettere a disposizione una sala stampa con una capacità di almeno 1 550 posti;
- la sede doveva essere disponibile per almeno 5-7 settimane prima dell'evento;
- la città dovrà avere a disposizione almeno 2 000 camere d'albergo nei pressi della sede selezionata per accogliere i partecipanti e gli spettatori. Essa inoltre dovrà suggerire dei luoghi per l'accoglienza con una capacità di 3 000 posti;
- la città dovrà disporre di un collegamento con un aeroporto internazionale e dovrà disporre di un efficiente servizio di trasporto pubblico;

| Città   | Sede                             | Capacità | Note |
| ------- | -------------------------------- | -------- | --- |
| Cherson | Concert Hall "Jubilejnyj"        | 1 600    | È priva di copertura, requisito necessario per ospitare il concorso. |
| Charkiv | Stadio Metalist                  | 41 113   | Ha ospitato tre partite della fase a gironi del Campionato europeo di calcio 2012. È priva di copertura, requisito necessario per ospitare il concorso.                                                                                         |
| Dnipro  | Dnipro EuroArena                 | 9 500    | Il complesso, nato dalla ristrutturazione dello stadio Meteor, dovrebbe essere pronto per marzo 2017. |
| Kiev    | Palazzo dello Sport              | 10 000   | Sede dell'Eurovision Song Contest 2005 e dello Junior Eurovision Song Contest 2009. Potrebbe non essere disponibile in quanto la struttura ospiterà alcune partite del Campionato mondiale di hockey su ghiaccio tra il 22 e il 28 aprile 2017. |
| Kiev    | Centro espositivo internazionale | 13 000   | Proposta come sede alternativa al palazzo dello Sport. |
| Leopoli | Arena L'viv                      | 34 915   | Ha ospitato tre partite della fase a gironi del Campionato europeo di calcio 2012. È priva di copertura, requisito necessario per ospitare il concorso.                                                                                         |
| Odessa  | Stadio Čornomorec'               | 34 164   | In caso di scelta dello stadio dovrà essere prevista la costruzione di una copertura, requisito fondamentale per ospitare il concorso. |

## Stati partecipanti
Stati partecipanti che si sono qualificati alla finale
     Stati partecipanti che non si sono qualificati alla finale
     Stati che hanno partecipato in passato ma non nel 2017

Stati partecipanti che si sono qualificati alla finale
Stati partecipanti che non si sono qualificati alla finale
Stati che hanno partecipato in passato ma non nel 2017

Il 31 ottobre 2016 è stata ufficializzata la lista definitiva dei paesi partecipanti a questa edizione: ci sarebbero stati 43 Stati partecipanti, come nelle edizioni del 2008 a Belgrado e del 2011 a Düsseldorf, ma a partire dal 13 aprile 2017, con il ritiro della Russia dalla competizione, gli stati partecipanti sono scesi a 42 come nell'edizione precedente, svoltasi a Stoccolma.
| Stato                   | Artista                           | Brano                | Lingua            | Processo di selezione | Note |
| ----------------------- | --------------------------------- | -------------------- | ----------------- | --- | --- |
| Albania                 | Lindita                           | World                | Inglese           | Festivali i Këngës 55, 23 dicembre 2016 | La selezione nazionale è stata vinta con Botë, la versione albanese del brano. |
| Armenia                 | Artsvik                           | Fly with Me          | Inglese           | Depi Evratesil, 24 dicembre 2016 per l'artista, brano scelto fra proposte inviate da aspiranti autori annunciato il 9 marzo 2017 e presentato il 18 marzo 2017 | |
| Australia               | Isaiah                            | Don't Come Easy      | Inglese           | Interno; cantante e brano annunciati il 7 marzo 2017 | In caso di vittoria dell'Australia la SBS produrrà l'evento in Europa assieme ad un altro membro dell'UER.                                                                              |
| Austria                 | Nathan Trent                      | Running on Air       | Inglese           | Interno; cantante annunciato il 19 dicembre 2016, brano presentato il 27 febbraio 2017                                                                         | |
| Azerbaigian             | Dihaj                             | Skeletons            | Inglese           | Interno; cantante annunciata il 5 dicembre 2016, brano scelto fra proposte inviate da aspiranti autori annunciato e presentato l'11 marzo 2017                 | |
| Belgio                  | Blanche                           | City Lights          | Inglese           | Interno; cantante annunciata il 22 novembre 2016, brano presentato il 7 marzo 2017                                                                             | |
| Bielorussia             | Navi                              | Story of My Life     | Bielorusso        | Eurofest 2017, 20 gennaio 2017 | Il brano in gara è una versione modificata rispetto a quello che ha vinto la selezione nazionale.                                                                                       |
| Bulgaria                | Kristian Kostov                   | Beautiful Mess       | Inglese           | Interno; cantante e brano annunciati il 13 marzo 2017 | |
| Cipro                   | Hovig                             | Gravity              | Inglese           | Interno; cantante annunciato il 21 ottobre 2016, brano presentato il 1º marzo 2017                                                                             | |
| Croazia                 | Jacques Houdek                    | My Friend            | Inglese, italiano | Interno; cantante annunciato il 17 febbraio 2017, brano annunciato il 20 febbraio 2017 e pubblicato il 2 marzo 2017                                            | |
| Danimarca               | Anja                              | Where I Am           | Inglese           | Dansk Melodi Grand Prix 2017, 25 febbraio 2017 | |
| Estonia                 | Koit Toome & Laura                | Verona               | Inglese           | Eesti Laul 2017, 4 marzo 2017 | Il brano in gara è una versione modificata rispetto a quello che ha vinto la selezione nazionale.                                                                                       |
| Finlandia               | Norma John                        | Blackbird            | Inglese           | Uuden Musiikin Kilpailu 2017, 28 gennaio 2017] | |
| Francia                 | Alma                              | Requiem              | Francese, inglese | Selezione interna fra brani inviati dagli aspiranti rappresentanti; artista e brano annunciati il 9 febbraio 2017                                              | Il brano è una versione bilingue rispetto all'originale. |
| Georgia                 | Tamara Gachechiladze              | Keep the Faith       | Inglese           | Erovnuli Shesarcevi Konkursi 2017, 20 gennaio 2017 | Il brano in gara è una versione modificata rispetto a quello che ha vinto la selezione nazionale.                                                                                       |
| Germania                | Levina                            | Perfect Life         | Inglese           | Unser Song 2017, 9 febbraio 2017 | Il brano in gara è una versione modificata rispetto a quello che ha vinto la selezione nazionale.                                                                                       |
| Grecia                  | Demy                              | This Is Love         | Inglese           | Interno; cantante annunciata il 13 gennaio 2017, Ellinikós Telikós per il brano, 6 marzo 2017                                                                  | Inizialmente la ERT aveva proposto l'organizzazione di una finale nazionale per la scelta dell'artista.                                                                                 |
| Irlanda                 | Brendan Murray                    | Dying to Try         | Inglese           | Interno; cantante annunciato il 16 dicembre 2016, brano annunciato e presentato il 10 marzo 2017                                                               | |
| Islanda                 | Svala                             | Paper                | Inglese           | Söngvakeppnin 2017, 11 marzo 2017 | |
| Israele                 | Imri                              | I Feel Alive         | Inglese           | Rising Star 2017, 13 febbraio 2017 per l'artista, brano annunciato il 24 febbraio 2017 e presentato il 9 marzo 2017                                            | |
| Italia                  | Francesco Gabbani                 | Occidentali's Karma  | Italiano          | Festival di Sanremo 2017, 11 febbraio 2017 | Il brano in gara è una versione modificata rispetto a quello che ha vinto la selezione nazionale. Il brano contiene alcune parole in inglese, francese, greco antico, pāli e sanscrito. |
| Lettonia                | Triana Park                       | Line                 | Inglese           | Supernova 2017, 26 febbraio 2017 | |
| Lituania                | Fusedmarc                         | Rain of Revolution   | Inglese           | Eurovizijos 2017, 11 marzo 2017 | |
| Macedonia               | Jana Burčeska                     | Dance Alone          | Inglese           | Interno; cantante annunciata il 21 novembre 2016, brano annunciato e presentato il 10 marzo 2017                                                               | |
| Malta                   | Claudia Faniello                  | Breathlessly         | Inglese           | Malta Eurovision Song Contest 2017, 18 febbraio 2017 | |
| Moldavia                | SunStroke Project                 | Hey, Mamma!          | Inglese           | O Melodie Pentru Europa 2017, 25 febbraio 2017 | |
| Montenegro              | Slavko Kalezić                    | Space                | Inglese           | Interno; cantante e brano annunciati il 29 dicembre 2016, brano presentato il 10 marzo 2017                                                                    | |
| Norvegia                | JOWST feat. Aleksander Walmann    | Grab the Moment      | Inglese           | Melodi Grand Prix 2017, 11 marzo 2017 | |
| Paesi Bassi             | O'G3NE                            | Lights and Shadows   | Inglese           | Interno; gruppo annunciato il 29 ottobre 2016, brano presentato il 3 marzo 2017                                                                                | |
| Polonia                 | Kasia Moś                         | Flashlight           | Inglese           | Krajowe Eliminacje 2017, 18 febbraio 2017 | |
| Portogallo              | Salvador Sobral                   | Amar pelos dois      | Portoghese        | Festival da Canção 2017, 5 marzo 2017 | |
| Regno Unito             | Lucie Jones                       | Never Give Up on You | Inglese           | Eurovision: You Decide 2017, 27 gennaio 2017 | Il brano in gara è una versione modificata rispetto a quello che ha vinto la selezione nazionale.                                                                                       |
| Repubblica Ceca         | Martina Bárta                     | My Turn              | Inglese           | Interno; cantante annunciata il 15 febbraio 2017, brano annunciato il 21 febbraio 2017 e presentato il 7 marzo 2017                                            | |
| Romania                 | Ilinca feat. Alex Florea          | Yodel It!            | Inglese           | Selecţia Naţională 2017, 5 marzo 2017 | |
| San Marino              | Valentina Monetta & Jimmie Wilson | Spirit of the Night  | Inglese           | Interno; cantanti e brano annunciati il 12 marzo 2017 | Il 7 marzo 2017 si è saputo che i rappresentanti del Titano sarebbero stati un cantante dalla fama internazionale ed un cantante sammarinese.                                           |
| Serbia                  | Tijana Bogićević                  | In Too Deep          | Inglese           | Interno; cantante annunciata il 27 febbraio 2017, brano annunciato il 6 marzo 2017 e presentato l'11 marzo 2017                                                | |
| Slovenia                | Omar Naber                        | On My Way            | Inglese           | EMA 2017, 24 febbraio 2017 | Il brano in gara è una versione modificata rispetto a quello che ha vinto la selezione nazionale.                                                                                       |
| Spagna                  | Manel Navarro                     | Do It for Your Lover | Spagnolo, inglese | Objetivo Eurovisión 2017, 11 febbraio 2017 | |
| Svezia                  | Robin Bengtsson                   | I Can't Go On        | Inglese           | Melodifestivalen 2017, 11 marzo 2017 | |
| Svizzera                | Timebelle                         | Apollo               | Inglese           | Die Entscheidungsshow 2017, 5 febbraio 2017 | Partecipa alla seconda semifinale su richiesta della SRG SSR. |
| Ucraina (organizzatore) | O.Torvald                         | Time                 | Inglese           | Vidbir 2017, 25 febbraio 2017 | |
| Ungheria                | Joci Pápai                        | Origo                | Ungherese, romaní | A Dal 2017, 18 febbraio 2017 | Il titolo del brano è in latino. |

## Verso l'evento

### Eurovision Pre-Party Riga 2017
La quarta edizione dell'evento si è tenuta il 25 marzo 2017 a Riga presso il Crystal Club, condotto da Roberto Meloni (Rappresentante della Lettonia all'Eurovision Song Contest 2007 e 2008); vi hanno partecipato:
- Bielorussia
- Lettonia
- Norvegia
- Polonia
- Repubblica Ceca

Hanno partecipato inoltre Ruslana (vincitrice dell'Eurovision Song Contest 2004) e Justs (rappresentante della Lettonia all'Eurovision Song Contest 2016).

### London Eurovision Party 2017
La decima edizione dell'evento si è tenuta il 2 aprile 2017 a Londra presso il Café de Paris, situato nel cuore di Leicester Square; vi hanno partecipato:
- Albania
- Austria
- Belgio
- Bulgaria
- Danimarca
- Finlandia
- Francia
- Germania
- Italia
- Lettonia
- Macedonia
- Malta
- Montenegro
- Norvegia
- Polonia
- Regno Unito
- Repubblica Ceca
- Romania
- Slovenia
- Spagna
- Svezia
- Ucraina

Hanno partecipato inoltre Linda Martin (vincitrice dell'Eurovision Song Contest 1992), Ruslana (vincitrice dell'Eurovision Song Contest 2004) e Conchita Wurst (vincitrice dell'Eurovision Song Contest 2014).

### Israel Calling 2017
La seconda edizione del pre-evento più lungo che anticipa l'ESC si è tenuta dal 3 al 6 aprile 2017 con il concerto principale tenutosi il 5 aprile a Tel Aviv; vi hanno partecipato:
- Armenia
- Austria
- Belgio
- Bielorussia
- Bulgaria
- Danimarca
- Finlandia
- Francia
- Georgia
- Germania
- Irlanda
- Israele
- Lettonia
- Lituania
- Macedonia
- Malta
- Moldavia
- Montenegro
- Norvegia
- Polonia
- Repubblica Ceca
- Romania
- San Marino
- Serbia
- Slovenia
- Spagna
- Svezia
- Svizzera

Hanno partecipato inoltre Dana International (vincitrice dell'Eurovision Song Contest 1998) e Orna Datz (rappresentante dell'Israele all'Eurovision Song Contest 1991).

### Eurovision in Concert 2017
La nona edizione dell'evento che anticipa l'ESC si è tenuto l'8 aprile 2017 al Melkweg di Amsterdam, condotta da Cornald Maas e Selma Björnsdóttir (rappresentante dell'Islanda all'Eurovision Song Contest 1999 e 2005); vi hanno partecipato:
- Albania
- Armenia
- Austria
- Azerbaigian
- Bielorussia
- Bulgaria
- Cipro
- Danimarca
- Finlandia
- Francia
- Georgia
- Germania
- Irlanda
- Israele
- Italia
- Lituania
- Macedonia
- Malta
- Moldavia
- Montenegro
- Norvegia
- Paesi Bassi
- Polonia
- Regno Unito
- Repubblica Ceca
- Romania
- San Marino
- Serbia
- Slovenia
- Spagna
- Svezia
- Svizzera
- Ucraina
- Ungheria

### Eurovision Spain Pre-Party 2017
Il primo giorno dell'evento è stato il 14 aprile presso la Joy Slava con la Welcome ESPreParty, condotta da Suzy (rappresentante del Portogallo all'Eurovision Song Contest 2014) e Víctor Escudero, dove si sono esibiti alcuni dei partecipanti dell'Objetivo Eurovisión 2017: Brequette, Fruela, Gio, Íñigo, Javi Soleil de D'Nash, Maika, Maverick, Mey Green e Mirela.
Il giorno successivo, il 15 aprile 2017 si è tenuto l'Eurovision Spain Pre-Party 2017 presso la Sala La Riviera di Madrid, condotta da Ruth Lorenzo (rappresentante della Spagna all'Eurovision Song Contest 2014). Vi hanno partecipato:
- Albania
- Austria
- Belgio
- Bulgaria
- Cipro
- Francia
- Georgia
- Irlanda
- Israele
- Lettonia
- Lituania
- Moldavia
- Montenegro
- Polonia
- Repubblica Ceca
- Romania
- San Marino
- Serbia
- Spagna
- Svezia
- Svizzera

Ha partecipato inoltre Barei (rappresentante della Spagna all'Eurovision Song Contest 2016).

### Moscow Eurovision Party 2017
Un ulteriore evento preparatorio era previsto per il 21 aprile 2017 a Mosca presso la Vegas City Hall ma è stato annullato a causa della situazione politica tra Russia e Ucraina e della conseguente incertezza sulla partecipazione della Russia alla competizione.

## L'evento
Il 25 gennaio 2017 l'UER ha annunciato che i finalisti di diritto avranno maggior visibilità durante le semifinali nelle quali saranno chiamati a televotare; inoltre, è stato annunciato che la Germania voterà nella seconda semifinale.

### Semifinali
Digame ha calcolato la composizione delle urne nelle quali sono stati divisi gli Stati partecipanti, determinate in base allo storico delle votazioni. La loro composizione è stata:
| Urna 1                                                                      | Urna 2                                                          | Urna 3                                                             | Urna 4                                                      | Urna 5                                                                    | Urna 6                                                           |
| --------------------------------------------------------------------------- | --------------------------------------------------------------- | ------------------------------------------------------------------ | ----------------------------------------------------------- | ------------------------------------------------------------------------- | ---------------------------------------------------------------- |
| - Albania - Macedonia - Montenegro - Slovenia - Croazia - Serbia - Svizzera | - Danimarca - Finlandia - Norvegia - Islanda - Estonia - Svezia | - Armenia - Azerbaigian - Bielorussia - Georgia - Russia - Israele | - Ungheria - Cipro - Grecia - Romania - Moldavia - Bulgaria | - Portogallo - Australia - Repubblica Ceca - Malta - Austria - San Marino | - Belgio - Paesi Bassi - Irlanda - Lettonia - Lituania - Polonia |

Il 31 gennaio 2017 si è svolto il sorteggio per determinare la composizione delle semifinali, in quale metà della semifinale si esibiranno gli stati sorteggiati e la semifinale in cui avranno il diritto di voto gli stati già qualificati alla finale (con l'eccezione della Germania, che ha chiesto e ottenuto di poter votare nella seconda semifinale); nel sorteggio è stato, inoltre, esplicitato che la prima semifinale sarebbe stata composta da 18 stati e la seconda da 19 (in seguito al ritiro della Russia, sorteggiata a gareggiare proprio nella seconda semifinale, entrambe saranno in realtà da 18) e che l'ordine di esibizione esatto sarebbe stato stabilito dalla produzione del programma e approvato dal supervisore UER del programma e dal Gruppo di Controllo. In base all'esito del sorteggio, le semifinali sono state quindi così composte:

Stati partecipanti alla prima semifinale
Stati con diritto di voto nella prima semifinale
Stati partecipanti alla seconda semifinale
Stati con diritto di voto alla seconda semifinale

     Stati partecipanti alla prima semifinale
     Stati con diritto di voto nella prima semifinale
     Stati partecipanti alla seconda semifinale
     Stati con diritto di voto alla seconda semifinale
| 1ª semifinale 9 maggio 2017                                                         | 1ª semifinale 9 maggio 2017                                                     | 2ª semifinale 11 maggio 2017                                                         | 2ª semifinale 11 maggio 2017                                                       |
| ----------------------------------------------------------------------------------- | ------------------------------------------------------------------------------- | ------------------------------------------------------------------------------------ | ---------------------------------------------------------------------------------- |
| Montenegro Finlandia Georgia Portogallo Belgio Svezia Albania Azerbaigian Australia | Cipro Slovenia Armenia Moldavia Repubblica Ceca Lettonia Islanda Grecia Polonia | Macedonia Malta Paesi Bassi Serbia Danimarca Russia Romania Ungheria Austria Irlanda | Svizzera Estonia Israele Bulgaria San Marino Lituania Croazia Norvegia Bielorussia |
| Con diritto di voto: Italia Regno Unito Spagna                                      | Con diritto di voto: Italia Regno Unito Spagna                                  | Con diritto di voto: Francia Germania Ucraina                                        | Con diritto di voto: Francia Germania Ucraina                                      |
| 1.                                                                                  |                                                                                 |                                                                                      |                                                                                    |

#### Prima semifinale
La prima semifinale si è tenuta il 9 maggio 2017 dalle 21:00, CEST; vi hanno partecipato 18 stati e hanno votato anche Italia, Regno Unito e Spagna.
| N° | Stato           | Cantante             | Canzone         | Punti | Posizione |
| -- | --------------- | -------------------- | --------------- | ----- | --------- |
| 01 | Svezia          | Robin Bengtsson      | I Can't Go On   | 227   | 3         |
| 02 | Georgia         | Tamara Gachechiladze | Keep the Faith  | 99    | 11        |
| 03 | Australia       | Isaiah               | Don't Come Easy | 160   | 6         |
| 04 | Albania         | Lindita              | World           | 76    | 14        |
| 05 | Belgio          | Blanche              | City Lights     | 165   | 4         |
| 06 | Montenegro      | Slavko Kalezić       | Space           | 56    | 16        |
| 07 | Finlandia       | Norma John           | Blackbird       | 92    | 12        |
| 08 | Azerbaigian     | Dihaj                | Skeletons       | 150   | 8         |
| 09 | Portogallo      | Salvador Sobral      | Amar pelos dois | 370   | 1         |
| 10 | Grecia          | Demy                 | This Is Love    | 115   | 10        |
| 11 | Polonia         | Kasia Moś            | Flashlight      | 119   | 9         |
| 12 | Moldavia        | SunStroke Project    | Hey, Mamma!     | 291   | 2         |
| 13 | Islanda         | Svala                | Paper           | 60    | 15        |
| 14 | Repubblica Ceca | Martina Bárta        | My Turn         | 83    | 13        |
| 15 | Cipro           | Hovig                | Gravity         | 164   | 5         |
| 16 | Armenia         | Artsvik              | Fly with Me     | 152   | 7         |
| 17 | Slovenia        | Omar Naber           | On My Way       | 36    | 17        |
| 18 | Lettonia        | Triana Park          | Line            | 21    | 18        |

| Pos. | Televoto        | Punti | Giuria          | Punti |
| ---- | --------------- | ----- | --------------- | ----- |
| 1    | Portogallo      | 197   | Portogallo      | 173   |
| 2    | Moldavia        | 180   | Australia       | 139   |
| 3    | Belgio          | 125   | Svezia          | 124   |
| 4    | Svezia          | 103   | Moldavia        | 111   |
| 5    | Cipro           | 103   | Azerbaigian     | 87    |
| 6    | Polonia         | 69    | Armenia         | 87    |
| 7    | Armenia         | 65    | Repubblica Ceca | 81    |
| 8    | Azerbaigian     | 63    | Georgia         | 62    |
| 9    | Grecia          | 54    | Grecia          | 61    |
| 10   | Finlandia       | 51    | Cipro           | 61    |
| 11   | Montenegro      | 39    | Polonia         | 50    |
| 12   | Albania         | 38    | Finlandia       | 41    |
| 13   | Georgia         | 37    | Belgio          | 40    |
| 14   | Islanda         | 31    | Albania         | 38    |
| 15   | Australia       | 21    | Islanda         | 29    |
| 16   | Slovenia        | 20    | Montenegro      | 17    |
| 17   | Lettonia        | 20    | Slovenia        | 16    |
| 18   | Repubblica Ceca | 2     | Lettonia        | 1     |

12 punti (Giuria)
| N. | A               | Da                                                                 |
| -- | --------------- | ------------------------------------------------------------------ |
| 7  | Portogallo      | Azerbaigian, Georgia, Islanda, Lettonia, Moldavia, Polonia, Spagna |
| 3  | Australia       | Repubblica Ceca, Slovenia, Svezia                                  |
| 2  | Grecia          | Cipro, Montenegro                                                  |
| 2  | Moldavia        | Albania, Regno Unito                                               |
| 2  | Svezia          | Belgio, Finlandia                                                  |
| 1  | Armenia         | Grecia                                                             |
| 1  | Azerbaigian     | Italia                                                             |
| 1  | Cipro           | Armenia                                                            |
| 1  | Polonia         | Australia                                                          |
| 1  | Repubblica Ceca | Portogallo                                                         |

12 punti (Televoto)
| N. | A           | Da                                                                               |
| -- | ----------- | -------------------------------------------------------------------------------- |
| 9  | Portogallo  | Albania, Belgio, Finlandia, Islanda, Lettonia, Polonia, Slovenia, Spagna, Svezia |
| 3  | Azerbaigian | Grecia, Moldavia, Repubblica Ceca                                                |
| 3  | Moldavia    | Australia, Italia, Portogallo                                                    |
| 2  | Cipro       | Armenia, Grecia                                                                  |
| 1  | Albania     | Montenegro                                                                       |
| 1  | Georgia     | Azerbaigian                                                                      |
| 1  | Grecia      | Cipro                                                                            |
| 1  | Polonia     | Regno Unito                                                                      |

#### Seconda semifinale
La seconda semifinale si è tenuta l'11 maggio 2017 dalle 21:00, CEST; vi hanno gareggiato 18 stati (fino al ritiro della Russia gli stati in gara sarebbero dovuti essere 19) e hanno votato anche Francia, Germania e Ucraina.
| N° | Stato       | Cantante                          | Canzone             | Punti | Posizione |
| -- | ----------- | --------------------------------- | ------------------- | ----- | --------- |
| 01 | Serbia      | Tijana Bogićević                  | In Too Deep         | 98    | 11        |
| 02 | Austria     | Nathan Trent                      | Running on Air      | 147   | 7         |
| 03 | Macedonia   | Jana Burčeska                     | Dance Alone         | 69    | 15        |
| 04 | Malta       | Claudia Faniello                  | Breathlessly        | 55    | 16        |
| 05 | Romania     | Ilinca feat. Alex Florea          | Yodel It!           | 174   | 6         |
| 06 | Paesi Bassi | O'G3NE                            | Lights and Shadows  | 200   | 4         |
| 07 | Ungheria    | Joci Pápai                        | Origo               | 231   | 2         |
| 08 | Danimarca   | Anja                              | Where I Am          | 101   | 10        |
| 09 | Irlanda     | Brendan Murray                    | Dying to Try        | 86    | 13        |
| 10 | San Marino  | Valentina Monetta & Jimmie Wilson | Spirit of the Night | 1     | 18        |
| 11 | Croazia     | Jacques Houdek                    | My Friend           | 141   | 8         |
| 12 | Norvegia    | JOWST feat. Aleksander Walmann    | Grab the Moment     | 189   | 5         |
| 13 | Svizzera    | Timebelle                         | Apollo              | 97    | 12        |
| 14 | Bielorussia | Navi                              | Story of My Life    | 110   | 9         |
| 15 | Bulgaria    | Kristian Kostov                   | Beautiful Mess      | 403   | 1         |
| 16 | Lituania    | Fusedmarc                         | Rain of Revolution  | 42    | 17        |
| 17 | Estonia     | Koit Toome & Laura                | Verona              | 85    | 14        |
| 18 | Israele     | Imri                              | I Feel Alive        | 207   | 3         |

| Pos. | Televoto    | Punti | Giuria      | Punti |
| ---- | ----------- | ----- | ----------- | ----- |
| 1    | Bulgaria    | 204   | Bulgaria    | 199   |
| 2    | Ungheria    | 165   | Paesi Bassi | 149   |
| 3    | Romania     | 148   | Norvegia    | 137   |
| 4    | Israele     | 132   | Austria     | 115   |
| 5    | Croazia     | 104   | Danimarca   | 96    |
| 6    | Estonia     | 69    | Israele     | 75    |
| 7    | Bielorussia | 55    | Ungheria    | 66    |
| 8    | Norvegia    | 52    | Malta       | 55    |
| 9    | Paesi Bassi | 51    | Bielorussia | 55    |
| 10   | Svizzera    | 49    | Serbia      | 53    |
| 11   | Serbia      | 45    | Svizzera    | 48    |
| 12   | Irlanda     | 41    | Irlanda     | 45    |
| 13   | Macedonia   | 40    | Croazia     | 37    |
| 14   | Austria     | 32    | Macedonia   | 29    |
| 15   | Lituania    | 25    | Romania     | 26    |
| 16   | Danimarca   | 5     | Lituania    | 17    |
| 17   | San Marino  | 1     | Estonia     | 16    |
| 18   | Malta       | 0     | San Marino  | 0     |

12 punti (Giuria)
| N. | A           | Da                                                                                                  |
| -- | ----------- | --------------------------------------------------------------------------------------------------- |
| 10 | Bulgaria    | Austria, Bielorussia, Estonia, Irlanda, Macedonia, Malta, Norvegia, Paesi Bassi, Svizzera, Ungheria |
| 3  | Norvegia    | Danimarca, Germania, Lituania                                                                       |
| 3  | Paesi Bassi | Croazia, Romania, San Marino                                                                        |
| 2  | Ungheria    | Israele, Serbia                                                                                     |
| 1  | Austria     | Bulgaria                                                                                            |
| 1  | Bielorussia | Ucraina                                                                                             |
| 1  | Israele     | Francia                                                                                             |

12 punti (Televoto)
| N. | A           | Da                                                                                            |
| -- | ----------- | --------------------------------------------------------------------------------------------- |
| 9  | Bulgaria    | Bielorussia, Danimarca, Germania, Israele, Malta, Norvegia, Paesi Bassi, San Marino, Ungheria |
| 4  | Ungheria    | Austria, Croazia, Romania, Serbia                                                             |
| 2  | Romania     | Francia, Estonia                                                                              |
| 2  | Serbia      | Macedonia, Svizzera                                                                           |
| 1  | Bielorussia | Ucraina                                                                                       |
| 1  | Estonia     | Lituania                                                                                      |
| 1  | Lituania    | Irlanda                                                                                       |
| 1  | Macedonia   | Bulgaria                                                                                      |

### Finale
La finale si è svolta il 13 maggio 2017 alle 21:00 CEST; vi hanno gareggiato 26 paesi di cui:
- i primi 10 qualificati durante la prima semifinale;
- i primi 10 qualificati durante la seconda semifinale;
- i 5 finalisti di diritto, i cosiddetti Big Five, ovvero Francia, Germania, Italia, Regno Unito e Spagna;
- l'Ucraina, paese ospitante.

Il 14 marzo 2017, a seguito di un'estrazione, è stato deciso che l'Ucraina, lo Stato organizzatore, avrebbe cantato al 22º posto.
| N° | Stato       | Cantante                       | Canzone              | Punti | Posizione |
| -- | ----------- | ------------------------------ | -------------------- | ----- | --------- |
| 1  | Israele     | Imri                           | I Feel Alive         | 39    | 23        |
| 2  | Polonia     | Kasia Moś                      | Flashlight           | 64    | 22        |
| 3  | Bielorussia | Navi                           | Story of My Life     | 83    | 17        |
| 4  | Austria     | Nathan Trent                   | Running on Air       | 93    | 16        |
| 5  | Armenia     | Artsvik                        | Fly with Me          | 79    | 18        |
| 6  | Paesi Bassi | O'G3NE                         | Lights and Shadows   | 150   | 11        |
| 7  | Moldavia    | SunStroke Project              | Hey, Mamma!          | 374   | 3         |
| 8  | Ungheria    | Joci Pápai                     | Origo                | 200   | 8         |
| 9  | Italia      | Francesco Gabbani              | Occidentali's Karma  | 334   | 6         |
| 10 | Danimarca   | Anja                           | Where I Am           | 77    | 20        |
| 11 | Portogallo  | Salvador Sobral                | Amar pelos dois      | 758   | 1         |
| 12 | Azerbaigian | Dihaj                          | Skeletons            | 120   | 14        |
| 13 | Croazia     | Jacques Houdek                 | My Friend            | 128   | 13        |
| 14 | Australia   | Isaiah                         | Don't Come Easy      | 173   | 9         |
| 15 | Grecia      | Demy                           | This Is Love         | 77    | 19        |
| 16 | Spagna      | Manel Navarro                  | Do It for Your Lover | 5     | 26        |
| 17 | Norvegia    | JOWST feat. Aleksander Walmann | Grab the Moment      | 158   | 10        |
| 18 | Regno Unito | Lucie Jones                    | Never Give Up on You | 111   | 15        |
| 19 | Cipro       | Hovig                          | Gravity              | 68    | 21        |
| 20 | Romania     | Ilinca feat. Alex Florea       | Yodel It!            | 282   | 7         |
| 21 | Germania    | Levina                         | Perfect Life         | 6     | 25        |
| 22 | Ucraina     | O.Torvald                      | Time                 | 36    | 24        |
| 23 | Belgio      | Blanche                        | City Lights          | 363   | 4         |
| 24 | Svezia      | Robin Bengtsson                | I Can't Go On        | 344   | 5         |
| 25 | Bulgaria    | Kristian Kostov                | Beautiful Mess       | 615   | 2         |
| 26 | Francia     | Alma                           | Requiem              | 135   | 12        |

| Pos. | Televoto    | Punti | Giuria      | Punti |
| ---- | ----------- | ----- | ----------- | ----- |
| 1    | Portogallo  | 376   | Portogallo  | 382   |
| 2    | Bulgaria    | 337   | Bulgaria    | 278   |
| 3    | Moldavia    | 264   | Svezia      | 218   |
| 4    | Belgio      | 255   | Australia   | 171   |
| 5    | Romania     | 224   | Paesi Bassi | 135   |
| 6    | Italia      | 208   | Norvegia    | 129   |
| 7    | Ungheria    | 152   | Italia      | 126   |
| 8    | Svezia      | 126   | Moldavia    | 110   |
| 9    | Croazia     | 103   | Belgio      | 108   |
| 10   | Francia     | 90    | Regno Unito | 99    |
| 11   | Azerbaigian | 42    | Austria     | 93    |
| 12   | Polonia     | 41    | Azerbaigian | 78    |
| 13   | Bielorussia | 33    | Danimarca   | 69    |
| 14   | Cipro       | 32    | Armenia     | 58    |
| 15   | Norvegia    | 29    | Romania     | 58    |
| 16   | Grecia      | 29    | Bielorussia | 50    |
| 17   | Ucraina     | 24    | Ungheria    | 48    |
| 18   | Armenia     | 21    | Grecia      | 48    |
| 19   | Paesi Bassi | 15    | Francia     | 45    |
| 20   | Regno Unito | 12    | Cipro       | 36    |
| 21   | Danimarca   | 8     | Israele     | 34    |
| 22   | Israele     | 5     | Croazia     | 25    |
| 23   | Spagna      | 5     | Polonia     | 23    |
| 24   | Germania    | 3     | Ucraina     | 12    |
| 25   | Australia   | 2     | Germania    | 3     |
| 26   | Austria     | 0     | Spagna      | 0     |

12 punti (Giuria)
| N. | A           | Da |
| -- | ----------- | --- |
| 18 | Portogallo  | Armenia, Francia, Georgia, Islanda, Israele, Lettonia, Lituania, Paesi Bassi, Polonia, Regno Unito, Repubblica Ceca, San Marino, Serbia, Slovenia, Spagna, Svezia, Svizzera, Ungheria |
| 4  | Bulgaria    | Bielorussia, Estonia, Macedonia, Norvegia |
| 3  | Svezia      | Belgio, Danimarca, Finlandia |
| 2  | Azerbaigian | Italia, Portogallo |
| 2  | Bielorussia | Azerbaigian, Ucraina |
| 2  | Italia      | Albania, Malta |
| 2  | Grecia      | Cipro, Montenegro |
| 2  | Paesi Bassi | Austria, Romania |
| 1  | Austria     | Bulgaria |
| 1  | Belgio      | Irlanda |
| 1  | Cipro       | Grecia |
| 1  | Norvegia    | Germania |
| 1  | Regno Unito | Australia |
| 1  | Romania     | Moldavia |
| 1  | Ungheria    | Croazia |

12 punti (Televoto)
| N. | A           | Da |
| -- | ----------- | --- |
| 12 | Portogallo  | Austria, Belgio, Finlandia, Francia, Germania, Islanda, Israele, Lituania, Norvegia, Paesi Bassi, Spagna, Svizzera |
| 7  | Bulgaria    | Azerbaigian, Bielorussia, Macedonia, Regno Unito, Repubblica Ceca, San Marino, Ungheria                            |
| 5  | Moldavia    | Australia, Italia, Portogallo, Romania, Ucraina                                                                    |
| 4  | Belgio      | Estonia, Lettonia, Polonia, Svezia                                                                                 |
| 2  | Cipro       | Armenia, Grecia |
| 2  | Croazia     | Montenegro, Slovenia                                                                                               |
| 2  | Italia      | Albania, Malta |
| 2  | Romania     | Irlanda, Moldavia                                                                                                  |
| 2  | Ungheria    | Croazia, Serbia |
| 1  | Azerbaigian | Georgia |
| 1  | Francia     | Bulgaria |
| 1  | Grecia      | Cipro |
| 1  | Svezia      | Danimarca |

## Marcel Bezençon Awards
I vincitori sono stati:
- Press Award:  Italia
- Artistic Award:  Portogallo
- Composer Award:  Portogallo

## OGAE 2017
L'OGAE 2017 è la classifica redatta da gruppi dell'OGAE, organizzazione internazionale che consiste in un network di oltre 40 fan club del Contest di vari Paesi europei e non. Come ogni anno, i membri dell'OGAE hanno avuto l'opportunità di votare dal 1º al 30 aprile per la loro canzone preferita prima della gara e i risultati sono stati pubblicati sul sito web dell'organizzazione.
| Posizione | Paese   | Cantante           | Canzone*            | Punti |
| --------- | ------- | ------------------ | ------------------- | ----- |
| 1         | Italia  | Francesco Gabbani  | Occidentali's Karma | 497   |
| 2         | Belgio  | Blanche            | City Lights         | 335   |
| 3         | Svezia  | Robin Bengtsson    | I Can't Go On       | 308   |
| 4         | Francia | Alma               | Requiem             | 277   |
| 5         | Estonia | Koit Toome & Laura | Verona              | 242   |

*La tabella raffigura il voto finale di 44 OGAE club, con un club (OGAE Montenegro) assente alla votazione per questa classifica. 

## Giurie
Il 30 aprile 2017 l'UER ha reso nota la lista dei membri delle giurie nazionali che costituiranno la classifica della giuria all'evento. Essi sono:
In grassetto i presidenti di giuria.
- Albania: Haigh Zacharian, Olta Boka, Endri Sina, Marsela Ciubukaj, Orgesa Zaimi
- Armenia: Ara Gevorgyan, Emma Asatryan, Eduard Topchjan, Aramayis Hayrapetyan, Zaruhi Babayan
- Australia: Dr. Steven Capaldo, Durak, Nathasha Cupitt, Jackie Loeb, Peter Hayward
- Austria: Andreas Zahradnik, Christian Ude, Elly Nora, Zoë Straub, Sasha Saedi
- Azerbaigian: Afak Malikova, Aleksandr Sharovskiy, Anvar Sadigov, Sevda Alakbar-zada, Anar Huseynli
- Belgio: Jean-François Pottier, Kevin Cocco, Typh Barrow, Etienne Baffrey, Mia Lena
- Bielorussia: Inna Mardusevič, Ljudmila Kuc, Viktoryja Aleška, Aljaksej Gross, Leanid Šyryn
- Bulgaria: Milka Miteva, Orlin Pavlov, Marija Grănčarova, Atanas Stojanov, Nelly Rangelova
- Croazia: Tihomir Preradović, Dino Jelusić, Saša Lozar, Ivana Kindl, Sanja Doležal
- Cipro: Giannīs Toumazīs, Stravros Stavrou, Tasos Evaggelou, Elenī Sidera, Stella Geōrgiadou
- Danimarca: Anders Øhrstrøm, Sys Bjerre, Monique, Morten Kærså, Cisilia
- Estonia: Olavi Paide, Rasmus Rändvee, Getter Jaani, Jakko Maltis, Marju Länik
- Finlandia: Jonas Olsson, Iisa Pajula, Marcus Sjöström, Virve Rosti, Kashwell
- Francia: Antoine Gouiffes–Yan, Enea, Julien Gonçalves, Steven Bellery, Hédia Charni
- Georgia: Maia Baratashvili, Medea Kavtaradze, Mirian Kukulashvili, Gvantsa Kilasonia, Mamuka Begashvili
- Germania: Nicole, Joy Denalane, Adel Tawil, Wincent Weiss, Boogieman
- Grecia: Viky Gerothodōrou, Xenia Nkalī, Dīmītrīs Ougarezos, Akīs Anastasiadīs, Arīs Petrakīs
- Irlanda: Greg French, Suzanne Doyle, Amanda Lane, Dayl Cronin, Louise Macnamara
- Islanda: Hildur Guðný, Helga Möller, Viddi, Pétur Örn, Stefanía
- Israele: Tal Sondak, Noy Alooshe, Kobi Oshrat, Ronit Rolland, Meytal Shevach
- Italia: Antonello Carozza, Fabrizio Brocchieri, Giusy Cascio, Chiara Di Giambattista, Antonio Allegra
- Lettonia: Janis Ozols, Ieva Akuratere, Kaspars Ansons, Valters Puce, Ruta Duduma
- Lituania: Vytenis Pauliukaitis, Giedre Kilciauskiene, Viktorija Navickaite, Rafailas Karpis, Vaidas Statckevicius
- Macedonia: Sašo Mase, Kalina Velkovska, Marko, Mark Silvi, Antonija Gigovska
- Malta: Kevin Abela, Whitney, Karl Bonaci, Chiara, Mark Spiteri Lucas
- Moldavia: Nelly Ciobanu, Natan, Valeria Barbas, Paul Gamurari, Angela Socolov
- Montenegro: Anita Popović,  Božo  Bulatović, Branislav Nedović, Ivana Pekić, Draško Djurović
- Norvegia: Erland Bakke, Big Daddy Karsten, DivaDean, Janne Tveit, Anne Strøm
- Paesi Bassi: Marjolein Dekkers, John Ewbank, Gordon Groothedde, Erica Greenf13ld, Matthijs van Duijenbode
- Polonia: Piotr Iwicki, Grzegorz Urban, Magda Steczkowska, Marek Dutkiewicz, Magdalena Tul
- Portogallo: Tozé Brito, Nelson Carvalho, Inês Meneses, Celina da Piedade, Ramón Galarza
- Regno Unito: Mary Hammond, Emma Stevens, Rokhsan Heydari, Kipper Eldridge, Jay London
- Repubblica Ceca: Janis Sidovský, Eddie Stoilow, DJ Lucca, Elis Mraz, Kateřina Říhová
- Romania: Luminita Anghel, Mihai Trăistariu, Tavi Colen, Paula Seling, Cezar
- San Marino: Fabrizio Raggi, Roberto Fabbri, Monica Sarti, Dorian Pazzini, Susanna Sacchi
- Serbia: Vojislav Borusavljević, Ivana Peters, Tanja Banjanin, Mili, Ana Stajdohor
- Slovenia: Darja Švajger, Nika Zorjan, Gaber Radojevič, Aleksander Lavrini, Jernej Dirnbek
- Spagna: David Civera, Paula Rojo, Rubén, Antonio Hueso, Natalia
- Svezia: Michael Cederberg, Wiktoria, Maria Marcus, Nils, Andreas Johnson
- Svizzera: Pele Loriano, Michael Von der Heide, Jean-Marie Fontana, Daniela Simons, Anna Känzig
- Ucraina: Jurij Rybčyns'kyj, Sofija Tarasova, Serhij Hračov, Jana Prjadko, Serž Haharin
- Ungheria: Caramel, Gábor Závodi, Viktor Király, Zséda, Petra Várallyay

## Stati non partecipanti
- Andorra: Ràdio i Televisió d'Andorra (RTVA) ha annunciato il 19 maggio 2016 di non prendere in considerazione la partecipazione al concorso per vari motivi non specificati.[116]
- Bosnia ed Erzegovina: Il 29 settembre 2016 la televisione di stato, BHRT, ha annunciato il suo ritiro per questa edizione per problemi finanziari.[117]
- Lussemburgo: RTL Télé Lëtzebuerg (RTL) ha confermato il 25 maggio 2016 che non sarebbe tornata nella manifestazione nemmeno nell'edizione 2017.[118]
- Principato di Monaco: L'ente televisivo monegasco, TMC, ha confermato il 19 agosto 2016 che non aveva intenzione di partecipare nella competizione neanche in questa edizione.[119]
- Russia: Dopo le controversie dovute al bando dall'Ucraina di Julija Samojlova, il 13 aprile 2017 Pervyj kanal ha annunciato ufficialmente che non avrebbe trasmesso l'evento e, di conseguenza, l'UER ha annunciato che lo Stato non avrebbe più potuto partecipare alla gara.[108][120]
- Slovacchia: RTVS ha annunciato il 23 ottobre 2016 di non voler partecipare alla manifestazione.[121]
- Turchia: TRT ha annunciato il 23 ottobre 2016 di non voler tornare a partecipare alla manifestazione.[122]

## Trasmissione dell'evento e commentatori
- Albania: L'evento è stato trasmesso su RTSH con il commento di Andri Xhahu.
- Armenia: Tutto l'evento è stato trasmesso su Armenia 1 e Public Radio of Armenia ed è stato commentato da Avet Barseghyan e Gohar Gasparyan.[123]
- Australia: L'evento è stato trasmesso dalla SBS ed è stato commentato da Myf Warhurst e Joel Creasey.[124]
- Austria: Tutto l'evento è stato trasmesso su ORF eins ed è stato commentato da Andi Knoll.[125]
- Azerbaigian: L'evento è stato trasmesso su Ictimai TV con il commento di Azər Süleymanlı.
- Belgio: L'evento è stato trasmesso sia su La Une che su l'Één ed è stato commentato da Maureen Louys e Jean-Louis Lahaye in francese, mentre Peter Van de Veire ha commentato l'evento in olandese.[126][127]
- Bielorussia: Tutto l'evento è stato trasmesso su Belarus-1 e su Belarus 24 ed è stato commentato da Jaŭhen Perlin.[128]
- Bulgaria: Le semifinali dell'evento sono state trasmesse su BNT 1, mentre la finale dell'evento è stata trasmessa su BNT HD con il commento di Elena Rosberg e Georgi Kušvaliev.[129]
- Cina: Hunan TV ha acquisito anche per questa edizione i diritti per trasmettere l'evento con il commento di Lee Wei Song e Lee Shih Shiong.[130]
- Cipro: L'evento è stato trasmesso su CyBC con il commento di Tasos Tryfonos e Christiana Artemiou.[131]
- Croazia: Tutto l'evento è stato trasmesso in televisione da HRT 1 con il commento di Duško Čurlić e in radio da HR 2 con il commento di Robert Urlić e Dinko Komadina.[132]
- Danimarca: Tutto l'evento è stato trasmesso su DR1 ed è stato commentato da Ole Tøpholm.[133]
- Estonia: L'evento è stato trasmesso su ETV con il commento di Marko Reikop.[134]
- Finlandia: L'evento è stato trasmesso sia su Yle TV1 che su Yle TV2 ed è stato commentato da Mikko Silvennoinen in finlandese, mentre Eva Frant e Johan Lindroos hanno commentato in svedese.[135]
- Francia: Il 6 settembre 2016 è stato annunciato che la finale dell'evento sarebbe stata trasmessa su France 2 e che sarebbe stata commentata da Marianne James, Stéphane Bern e Amir Haddad (rappresentante dello stato nell'edizione precedente). Mentre il 25 gennaio 2017 è stato annunciato che le semifinali sarebbero state trasmesse su France 4 e che sarebbero state commentate da Marianne James e Jarry.[136][137][138]
- Georgia: Tutto l'evento è stato trasmesso su 1TV con il commento di Demetre Ergemlidze.
- Germania: Tutto l'evento è stato trasmesso su One (in passato EinsFestival) senza pubblicità, ma restano confermate anche NDR (semifinale di competenza) e Das Erste (finale), con il commento di Peter Urban.[139]
- Giappone: Tutto l'evento è stato trasmesso su NHK.[140]
- Grecia: L'evento è stato trasmesso su ERT1 ed è stato commentato da Giorgos Kapoutzidis e Maria Kozakou.[141]
- Groenlandia: La finale dell'evento è stato trasmessa su KNR con il commento di Ole Tøpholm.[142]
- Irlanda: Le semifinali dell'evento sono state trasmesse su RTÉ2, mentre la finale dell'evento è stata trasmessa su RTÉ One con il commento di Marty Whelan.[143]
- Islanda: Tutto l'evento è stato trasmesso su RÚV e su Rás 2 con il commento di Gísli Marteinn Baldursson.
- Israele: Tutto l'evento è stato trasmesso da IBA senza commento e su 88FM con il commento di Kobi Menora, Dori Ben Ze'ev e Alon Amir.[144]
- Italia: Le semifinali sono state trasmesse su Rai 4 e la finale su Rai 1 e Radio 2, come accaduto per l'edizione precedente.[145] Le semifinali su Rai 4 sono state commentate da Andrea Delogu e Diego Passoni,[146] mentre alla finale su Rai 1 sono stati riconfermati al commento Flavio Insinna e Federico Russo.[147] La finale dell'evento è stata disponibile anche su Radio 2 con il commento di Andrea Delogu, Gianfranco Monti e Claudio De Tommasi all'interno della rubrica I Sociopatici.[148]
- Kazakistan: L'intero evento è stato trasmesso su Khabar TV con il commento di Kaldybek Zhaysanbaev e Diana Snegina.[149]
- Kosovo: L'intero evento è stato trasmesso su RTK con il commento di Alma Bektashi ed Agron Krasniqi.[150]
- Lettonia: Tutto l'evento è stato trasmesso su LTV1 con il commento di Valters Frīdenbergs, che ha commentato sia le semifinali che la finale, e Toms Grēviņš che ha commentato solamente la serata finale.[151]
- Lituania: Tutto l'evento è stato trasmesso su LRT e su LRT Radijas con il commento di Darius Užkuraitis e Gerūta Griniūtė.[152]
- Macedonia: Tutto l'evento è stato trasmesso su MRT 1 con il commento di Karolina Petkovska.[153]
- Malta: Tutto l'evento è stato trasmesso su TVM.
- Montenegro: Tutto l'evento è stato trasmesso su TVCG 1 e TVCG SAT con il commento di Dražen Bauković e Tijana Mišković.[154]
- Norvegia: Tutto l'evento è stato trasmesso su NRK1 ed è stato commentato da Olav Viksmo Slettan. Sono state confermate inoltre la trasmissione su NRK3 con il commento di Ronny Brede Aase, Silje Nordnes, e Markus Neby e anche la trasmissione su NRK P1 con il commento di Ole Christian Øen.[155][156][157]
- Paesi Bassi: Tutto l'evento è stato trasmesso su Nederland 1 e BVN ed è stato commentato da Cornald Maas e Jan Smit.[158]
- Polonia: Tutto l'evento è stato trasmesso su TVP1 e TVP Polonia ed è stato commentato da Artur Orzech.[159]
- Portogallo: Tutto l'evento è stato trasmesso su RTP1 e su RTP Internacional ed è stato commentato da José Carlos Malato e Nuno Galopim.[160][161]
- Regno Unito: Le semifinali sono state trasmesse da BBC Four con il commento di Mel Giedroyc e Scott Mills, mentre la finale è stata trasmessa su BBC One con il commento di Graham Norton e su BBC Radio 2 con il commento di Ken Bruce.[162]
- Repubblica Ceca: Le semifinali sono state trasmesse da ČT 2, mentre la finale è stata trasmessa su ČT 1 con il commento di Libor Bouček.[163]
- Romania: L'evento è stato trasmesso su TVR1 e su TVR HD con il commento di Liana Stanciu e Radu Andrei Tudor.
- San Marino: Lia Fiorio e Gigi Restivo, confermati anche quest'anno per il commento dell'intero evento su SMRTV, diventano i commentatori in lingua italiana dell'ESC con più serate all'attivo.[164]
- Serbia: Tutto l'evento è stato trasmesso da RTS1 con il commento di Silvana Grujić e Olga Kapor, che hanno commentato la prima semifinale, e Duška Vučinić che ha commentato sia la seconda semifinale che la serata finale.[165]
- Slovenia: Le semifinali dell'evento sono state trasmesse su RTV SLO 2, mentre la finale dell'evento è stata trasmessa su RTV SLO 1 con il commento di Andrej Hofer.[166]
- Spagna: Le semifinali dell'evento sono state trasmesse su La 2, mentre la finale dell'evento è stata trasmessa su La 1 con il commento di José María Íñigo e Julia Varela.[167][168]
- Stati Uniti: La finale dell'evento è stata trasmessa su Logo TV ed è stata commentata da Michelle Visage e Ross Mathews.[169]
- Svezia: Tutto l'evento è stato trasmesso su SVT1 ed è stato commentato da Måns Zelmerlöw (Vincitore dell'Eurovision Song Contest 2015) ed Edward af Sillén, mentre in radio l'evento è stato disponibile su SR P4 con il commento di Carolina Norén, Björn Kjellman e Ola Gäverth.[170]
- Svizzera: L'evento è stato trasmesso in: Italiano su RSI LA1 commentato da Clarissa Tami e Sebalter (rappresentante dello stato nell'edizione 2014), Francese su RTS Un commentato da Jean-Marc Richard e Nicolas Tanner e in Tedesco su SRF 1 con il commento di Sven Epiney.[171]
- Ucraina: Tutto l'evento è stato trasmesso in televisione da Nacional'na Telekompanija Ukraïny ed è stato commentato da Tetjana Terechova ed Andrij Horodys'kyj, mentre in radio l'evento è stato disponibile su Ukraïnsk'e radio con il commento di Olena Zelinčenko e Roman Koljada.[172]
- Ungheria: Tutto l'evento è stato trasmesso su Duna TV ed è stato commentato da Krisztina Rátonyi e Freddie (rappresentante dello stato nell'edizione precedente).[173][174]

## Portavoce
Il 13 maggio 2017, poche ore prima della finale, è stato stabilito l'ordine di presentazione dei portavoce. L'ordine inizialmente stabilito ed i portavoce sono:
1. Svezia: Wiktoria
2. Azerbaigian: Tural Asadov (Portavoce dello Stato dall'Eurovision Song Contest 2015)
3. San Marino: Lia Florio
4. Lettonia: Aminata (Rappresentante dello Stato all'Eurovision Song Contest 2015)
5. Israele: Ofer Nachshon (Portavoce dello Stato dall'Eurovision Song Contest 2009)
6. Montenegro: Tijana Mišković
7. Albania: Andri Xhahu (Portavoce dello Stato dall'Eurovision Song Contest 2012)
8. Malta: Martha Fenech
9. Macedonia: Ilija Grujoski
10. Danimarca: Ulla Essendrop (Portavoce anche nella scorsa edizione)
11. Austria: Kristina Inhof
12. Norvegia: Marcus & Martinus
13. Spagna: Nieves Álvarez
14. Finlandia: Jenni Vartiainen
15. Francia: Élodie Gossuin (Portavoce anche nella scorsa edizione)
16. Grecia: Kōnstantinos Christoforou (Rappresentante del Cipro nel 1996, 2002 e 2005 e portavoce nel 2006 e nel 2016)
17. Lituania: Eglė Daugėlaitė
18. Estonia: Jüri Pootsmann (Rappresentante dello Stato all'Eurovision Song Contest 2016)
19. Moldavia: Gloria Gorceag
20. Armenia: Iveta Mukuchyan (Rappresentante dello Stato all'Eurovision Song Contest 2016)
21. Bulgaria: Boryana Gramatikova
22. Islanda: Bo Halldórsson (Rappresentante dello Stato all'Eurovision Song Contest 1995)
23. Serbia: Sanja Vučić (Rappresentante dello Stato all'Eurovision Song Contest 2016 e 2020 come parte delle Hurricane)
24. Australia: Lee Lin Chin (Portavoce dello Stato dall'Eurovision Song Contest 2015)
25. Italia: Giulia Valentina Palermo
26. Germania: Barbara Schöneberger (Portavoce dello Stato dall'Eurovision Song Contest 2015)
27. Portogallo: Filomena Cautela
28. Svizzera: Luca Hänni (Rappresentante dello Stato all'Eurovision Song Contest 2019)
29. Paesi Bassi: Douwe Bob (Rappresentante dello Stato all'Eurovision Song Contest 2016)
30. Irlanda: Nicky Byrne (Rappresentante dello Stato all'Eurovision Song Contest 2016 e portavoce dal 2013 al 2015)
31. Georgia: Nika Kocharov (Rappresentante dello Stato all'Eurovision Song Contest 2016 come parte dei Nika Kocharov & Young Georgian Lolitaz)
32. Cipro: John Karayiannis (Rappresentante dello Stato all'Eurovision Song Contest 2015)
33. Bielorussia: Alena Lanskaja (Rappresentante dello Stato all'Eurovision Song Contest 2013)
34. Romania: Sonia Argint-Ionescu
35. Ungheria: Csilla Tatár (Portavoce anche nell'edizione 2015)
36. Slovenia: Katarina Čas
37. Belgio: Fanny Gillard
38. Polonia: Anna Popek (Portavoce anche nella scorsa edizione)
39. Regno Unito: Katrina Leskanich (Vincitrice dell'Eurovision Song Contest 1997 come parte dei Katrina and the Waves)
40. Croazia: Uršula Tolj (Portavoce anche nell'edizione 2013)
41. Repubblica Ceca: Radka Rosická
42. Ucraina: Zlata Ohnjevič (Rappresentante dello Stato all'Eurovision Song Contest 2013)

## Controversie
- Francia: France 2 ha annunciato che Alma avrebbe rappresentato il Paese con il brano Requiem il 9 febbraio 2017.[51] Il 17 febbraio 2017, però, è stato scoperto che il brano dell'artista era stato registrato ed eseguito prima della deadline indetta dall'UER, il 1º settembre 2016, che pertanto potenzialmente violava la politica di presentazione delle canzoni dell'UER. Ulteriori ricerche dimostrano che la canzone incriminata è stata eseguita alla fine di gennaio 2015.[176] Intanto l'emittente francese ha sostenuto di non aver violato le norme dell'UER[177] e il brano è stato ammesso alla gara, probabilmente perché pubblicato nella versione discografica solo nel gennaio 2017.[178]
- Russia: la cantante russa Julija Samojlova è stata selezionata per rappresentare la Russia nella competizione con il brano Flame Is Burning. Tuttavia, il 22 marzo 2017 è stato emesso un divieto di accesso sul territorio ucraino nei suoi confronti di una durata di tre anni per aver attraversato illegalmente il confine ucraino in occasione di un'esibizione in Crimea; è la prima edizione dove lo Stato organizzatore non permette ad un'artista di entrare nel Paese.[179] Jon Ola Sand, dopo aver confermato la notizia, ha spiegato che l'EBU deve attenersi alle leggi locali del Paese organizzatore. Tuttavia ha detto di essere profondamente in disaccordo con questa decisione, spiegando che: «Va contro lo spirito del concorso e la nozione di inclusività che si pone nel cuore dei suoi valori. Continueremo a dialogare con le autorità ucraine con l'obiettivo di assicurare che tutti gli artisti possano esibirsi al 62° Eurovision Song Contest a Kiev».[180] Tuttavia il 31 marzo 2017 il divieto di accesso nei confronti della Samojlova è stato reso definitivo. A confermare tutto ciò è stato il Ministro degli Esteri ucraino Pavel Klimkin spiegando che: «La risposta è semplice. Concessioni, formali o informali, sono impossibili perché la legge deve essere applicata a tutti. Se la legge viene violata, ogni passo indietro è fuori discussione».[181] L'EBU aveva offerto all'emittente russa Pervyj kanal un compromesso permettendo all'artista di esibirsi in collegamento via satellite da una sede a scelta dell'emittente, ma l'offerta è stata rifiutata sia da Pervyj kanal che dal governo ucraino.[182][183][184] Il 13 aprile 2017 Pervyj kanal ha annunciato quindi ufficialmente che non avrebbe più trasmesso l'evento e quindi, di fatto, che la Russia non avrebbe partecipato alla competizione (cosa confermata dall'EBU poche ore dopo).[185][186]
- Israele: l'IBA sta attualmente considerando una potenziale riforma proposta dal primo ministro Benjamin Netanyahu e dal ministro delle finanze Moshe Kahlon che comporterebbe la divisione dell'IBA in due entità distinte: l'Israeli Broadcasting Corporation (IPBC) ed una seconda entità istituita per trasmettere notizie ed eventi.[187] L'IPBC si chiamerebbe anche "KAN" (ebraico: כאן, letteralmente 'Qui') e trasmetterebbe solo ciò che l'IBA definisce programmazione "generalista", come i programmi di intrattenimento. L'EBU ha informato il consiglio d'amministrazione di KAN che l'emittente non potrebbe più rimanere membro dell'Unione senza trasmettere notizie ed eventi. La KAN rischierebbe quindi di perdere lo status di membro dell'EBU.[187]
- Norvegia: l'emittente nazionale, NRK, è in discussione con l'EBU per l'abolizione della regola che vieta l'utilizzo di voci pre-registrate durante le performance live degli artisti partecipanti all'evento. La proposta di NRK dell'eliminazione della regola è stata scaturita quando il rappresentante designato JOWST, tramite un'intervista, ha annunciato che le "voci elettroniche" usate nel brano che rappresenterà il Paese Grab the Moment, non potranno essere utilizzate durante la performance live.[188] A seguito di un commento negativo nei confronti del rappresentante irlandese Brendan Murray, il capo della giuria norvegese Per Sunders è stato sostituito da Erland Bakke.[189]
- Portogallo: il rappresentante del Portogallo, Salvador Sobral, ha richiamato l'attenzione sulla crisi migratoria europea, presentandosi alla conferenza stampa dei vincitori della prima semifinale con una felpa con su scritto "S.O.S. Refugees". «Se sono qui e ho un'esposizione europea, il minimo che posso fare è mandare un messaggio umanitario», ha detto Sobral. «La gente viene in Europa in barche di plastica e gli viene chiesto di mostrare i propri certificati di nascita per entrare in un Paese; queste persone non sono immigrati, sono rifugiati che fuggono dalla morte. Non facciamo errori, c'è tanta burocrazia, i campi profughi in Grecia, Turchia e Italia, e noi dobbiamo contribuire a creare percorsi legali e sicuri da questi paesi ai loro paesi destinatari», ha aggiunto, guadagnandosi un applauso. Più tardi, l'EBU ha ordinato un divieto in modo che non potesse indossare l'indumento per il resto del concorso. L'EBU ha spiegato che la felpa di Sobral è stata utilizzata come mezzo di "messaggio politico", che viola le regole del concorso. Tuttavia, Sobral ha sostenuto nella sua conferenza stampa da vincitore che il messaggio non era politico, ma un messaggio di umanitarismo.[190]
- Estonia: l'11 maggio 2017, durante la trasmissione della seconda semifinale, il microfono della cantante estone Laura Põldvere ha avuto apparentemente un malfunzionamento e per circa due secondi la sua voce non è stata udita dagli spettatori da casa. La delegazione estone ha considerato la possibilità, poi scartata, di chiedere all'EBU di far esibire nuovamente Laura e Koit Toome. Mart Normet, il capo della delegazione estone, ha spiegato che: «Se c'è stata una performance così potente per tre minuti e dato che hanno dato il massimo, non avrebbero più la stessa energia se tornassero nuovamente sul palco». Riguardo alla situazione, l'EBU ha descritto l'errore come puramente tecnico (il microfono dovrebbe accendersi automaticamente, e invece un tecnico del suono è stato costretto ad attivarlo manualmente dalla scrivania del suono). Il Paese non è riuscito a qualificarsi per la finale e Laura, pur esprimendo il suo disappunto, ha affermato che: «Non credo che poche parole non udite abbiano influenzato il voto in un modo così tremendo».[191][192]
- Ucraina: l'esibizione della vincitrice uscente Jamala, durante l'intervallo di votazione della finale, è stata interrotta da un uomo coperto da una bandiera australiana che ha invaso il palco e ha brevemente mostrato il sedere al pubblico prima di essere scortato dalla sicurezza.[193] L'uomo è stato poi identificato come Vitalij Sedjuk, un noto burlone ucraino.[194] Dopo l'incidente, l'EBU ha dichiarato: «Una persona è entrata in scena all'inizio della presentazione di Jamala di I Believe in U all'Eurovision Song Contest a Kiev, e la sicurezza l'ha rapidamente scortata via dal palcoscenico e fuori dall'arena. Attualmente è tenuta in custodia e interrogata dalla polizia presso l'ufficio di polizia della sede». L'ultima volta che una persona non autorizzata è salita sul palco dell'Eurovision è stato nell'edizione 2010, durante l'esibizione della Spagna.[195]